# Leona Lewis
Leona Louise Lewis (ur. 3 kwietnia 1985 w Londynie) – brytyjska piosenkarka, autorka tekstów, kompozytorka, aktorka i działaczka społeczna; zwyciężczyni trzeciej edycji programu The X Factor.

## Życiorys
Jej rodzicami są Aural Josiah „Joe” Lewis, pochodzący z Gujany z korzeniami afrykańskimi, oraz Maria Lewis, Walijka z korzeniami irlandzkimi i włoskimi. Ma dwóch braci. Uczęszczała do wielu szkół teatralnych i muzycznych, w tym m.in. do Sylvia Young Theatre School, Italia Conti Academy oraz do BRIT School. Uczyła się grać na pianinie i gitarze, kształciła się też jako autorka tekstów i kompozytorka. Wygrała wiele konkursów muzycznych. Żeby dorobić, pracowała jako m.in. recepcjonistka, kelnerka i sprzątaczka.
Na początku kariery muzycznej nagrała album demo pt. Twilight, a także cover piosenki „Lovin’ You” Minnie Riperton. W 2006 wzięła udział w przesłuchaniach do trzeciej edycji programu The X Factor. Podczas pierwszego etapu castingu zaśpiewała przed jurorami piosenkę „Over the Rainbow” i przeszła do drugiego etapu. Ostatecznie zakwalifikowała się do odcinków na żywo i przeszła do ścisłego finału. 16 grudnia 2006 roku została ogłoszona zwyciężczynią programu. W nagrodę otrzymała propozycję podpisania kontraktu muzycznego z wytwórniami Sony BMG i Syco Music.

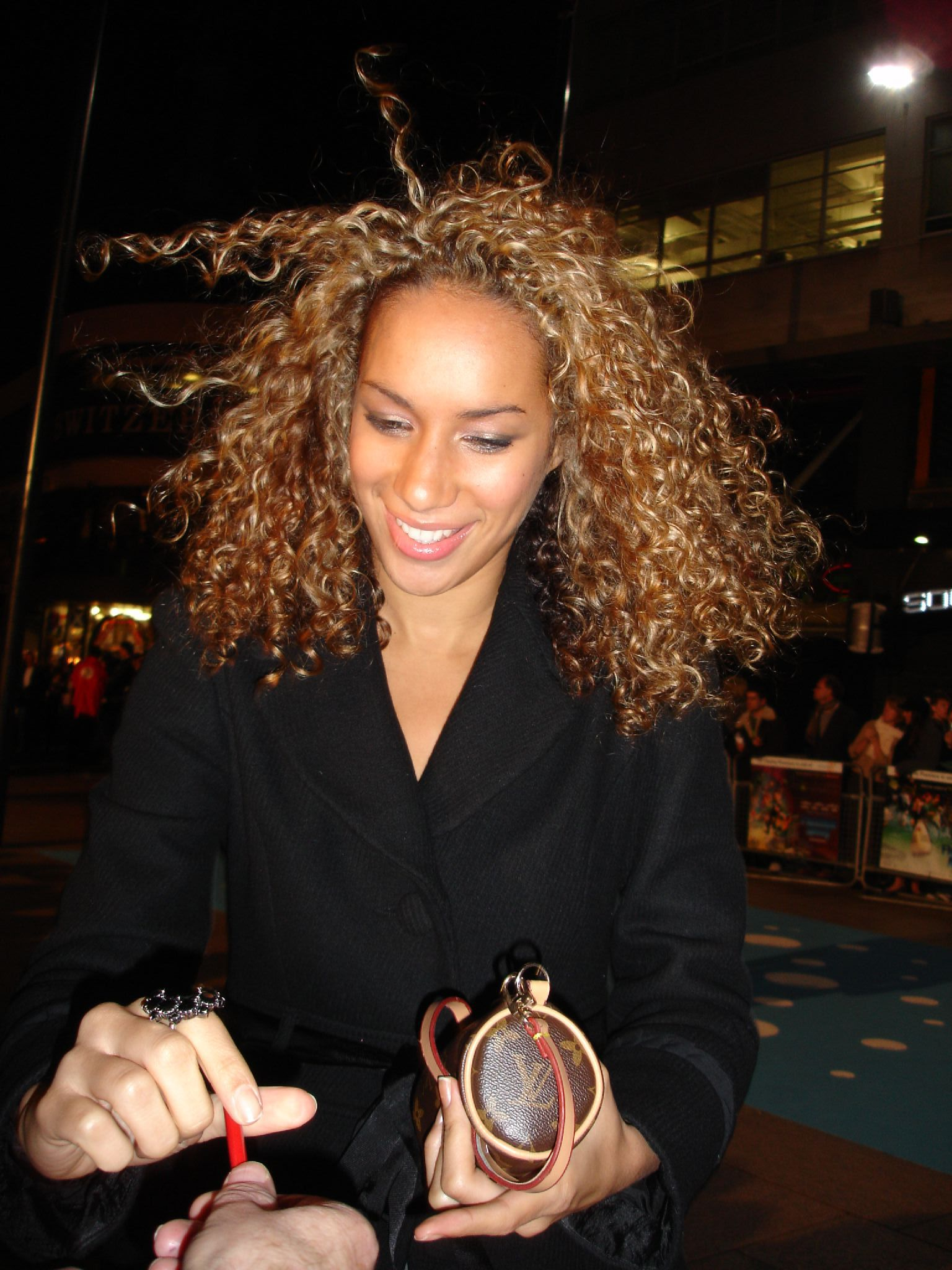
Leona Lewis, 2006

W grudniu 2006 wydała debiutancki singiel „A Moment Like This”, który pobił ówczesny światowy rekord w pobieraniu utworów w wersji cyfrowej – 50 tys. pobrań w ciągu 30 minut. W maju 2007 za ten utwór Lewis odebrała nagrodę Ivor Novello za „najlepszy brytyjski singiel”. Następnym singlem artystki została piosenka „Bleeding Love”, która została uznana w Wielkiej Brytanii najczęściej kupowanym singlem 2007. Obie piosenki zwiastowały debiutancki album piosenkarki pt. Spirit, który został wydany na początku listopada 2007. Krążek był najczęściej kupowanym debiutanckim albumem w Wielkiej Brytanii oraz Irlandii, zadebiutował też na pierwszym miejscu amerykańskiego notowania Billboard 200. Pozostałymi singlami z płyty zostały piosenki: „Better in Time”, „Footprints in the Sand” (nagrany na potrzeby organizacji charytatywnej Sport Relief) i „Forgive Me”, a także cover utworu „Run” zespołu Snow Patrol.
W 2008 wystąpiła gościnnie na ceremonii zakończenia Igrzysk Olimpijskich w Pekinie, śpiewając utwór „Whole Lotta Love” z repertuaru zespołu Led Zeppelin. W tym samym roku została okrzyknięta „Człowiekiem roku” przez organizację PETA za walkę o godne traktowanie zwierząt. Była też nominowana do nagrody Grammy w trzech kategoriach, żadnej statuetki jednak nie wygrała. W listopadzie 2009 wydała drugą płytę studyjną pt. Echo, którą promowała singlami „Happy” i „I Got You”. 28 maja 2010 rozpoczęła się trasa koncertowa Lewis o nazwie The Labyrinth, podczas której artystka wykonywała swoje utwory z jej dwóch dotychczasowych płyt. Jako jej support występowała Gabriella Cilmi. Trasa obejmowała Wielką Brytanię i Irlandię, początkowo również Stany Zjednoczone – jako przyłączenie do trasy Bionic Tour Christiny Aguilery, lecz owa trasa została przełożona na rok 2011. Nazwa trasy pochodzi od filmu Labirynt, który był ulubionym filmem Leony Lewis z czasów dzieciństwa. 29 listopada 2010 roku został wydany album koncertowy zatytułowany The Labyrinth Tour Live from the O2. Również w 2010 nagrała utwór „I See You”, będącym tematem muzycznym do filmu Avatar w reżyserii Jamesa Camerona. Piosenka została napisana przez Jamesa Hornera oraz Simona Franglena i została nominowana w kategorii „Najlepszy oryginalny utwór” na 67. rozdaniu Złotych Globów.

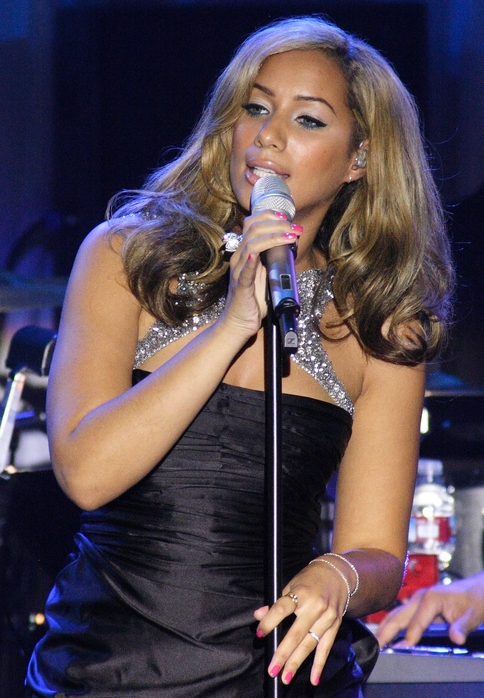
Lewis podczas koncertu (2009)

22 sierpnia 2011 wydała singel „Collide”, który nagrała w duecie z Aviciim. Remiks do piosenki, który stworzył Afrojack, w 2012 był nominowany do Nagrody Grammy za najlepszy nagrany remiks. 9 grudnia 2011 Lewis wydała minialbum pt. Hurt: The EP, a 12 października 2012 premierę miał jej album pt. Glassheart, który promowała singlami: „Trouble” i „Lovebird”.
W czerwcu 2013 pojawiły się spekulacje, że czwarty album Lewis będzie albumem bożonarodzeniowym, co artystka potwierdziłą w kolejnym miesiącu. Ujawniła, że płyta została nagrana na zalecenie szefa wytwórni Syco, Simona Cowella. Album pt. Christmas, with Love wydała 29 listopada 2013.

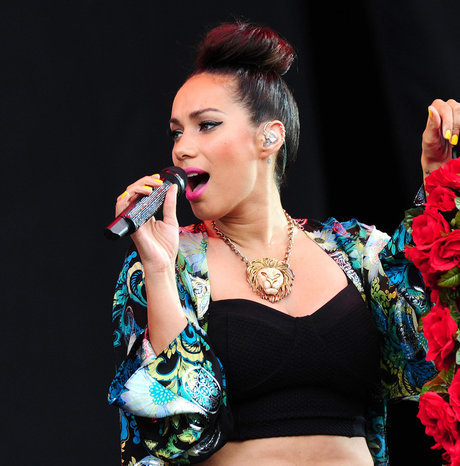
Lewis podczas koncertu (2012)

3 czerwca 2014 potwierdziła rozwiązanie kontraktu z wytwórnią płytową Syco oraz podpisanie umowy z Island Records. Krótko po zmianie wytwórni zaczęła pracę nad materiałem na swój piąty album. 14 kwietnia 2015 podczas kameralnego przyjęcia ujawniła, że jej nowa płyta będzie nosiła tytuł I Am. 11 maja w rozgłośni radiowej BBC Radio 2 premierowo wyemitowała singiel „Fire Under My Feet”. Przed premierą płyty wydała jeszcze dwa single: tytułowy i „Thunder”. 11 września premierę miał album pt. I Am.

## Życie prywatne
Zamieszkała w londyńskiej dzielnicy Hackney, gdzie przeprowadziła się po rozstaniu z narzeczonym Lou Al-Chamaa. Od 2010 jest związana z tancerzem Dennisem Jauchem, którego poślubiła w lipcu 2019 i z którym ma córkę Carmel (ur. 22 lipca 2022).
Od 12. roku życia jest wegetarianką. W 2008 została (według PETA) człowiekiem roku. Współpracuje też z World Society for the Protection of Animals. W październiku 2008 roku odrzuciła propozycję współpracy z linią sklepów Harrods, argumentując swoją decyzję faktem sprzedaży ubrań ze skór zwierząt w tej sieci.

## Dyskografia

### Albumy studyjne
- Spirit (2007)
- Echo (2009)
- Glassheart (2012)
- Christmas, with Love (2013)
- I Am (2015)

### Albumy koncertowe
- The Labyrinth Tour: Live from the O2 (2010)

## Nagrody
| Rok  | Konkurs                                 | Kategoria                                           | Rezultat  |
| ---- | --------------------------------------- | --------------------------------------------------- | --------- |
| 2007 | Brit Awards                             | Brytyjski Singel (A Moment Like This)               | Nominacja |
| 2007 | Ivor Novello Awards                     | Najlepsza sprzedaż singla w UK (A Moment Like This) | Wygrana   |
| 2007 | Cosmopolitan Ultimate Woman of the Year | Nowa twarz roku                                     | Wygrana   |
| 2007 | The Record of the Year                  | Nagranie roku (Bleeding Love)                       | Wygrana   |
| 2008 | Virgin Media Music Awards 2007          | Najlepsza piosenka (Bleeding Love)                  | Wygrana   |
| 2008 | Brit Awards                             | Brytyjska piosenkarka solowa                        | Nominacja |
| 2008 | Brit Awards                             | Największe osiągnięcie                              | Nominacja |
| 2008 | Brit Awards                             | Brytyjski album (Spirit)                            | Nominacja |
| 2008 | Brit Awards                             | Brytyjski singel (Bleeding Love)                    | Nominacja |
| 2008 | Capital Awards                          | Ulubiona artystka brytyjska                         | Wygrana   |
| 2008 | Britain’s Best                          | Nagroda muzyczna                                    | Wygrana   |
| 2008 | NewNowNext Awards                       | The Kylie Award: Next International Crossover       | Wygrana   |
| 2008 | Glamour Woman Of The Year Awards        | Brytyjska piosenkarka solowa                        | Wygrana   |
| 2008 | MTV Asia Awards 2008                    | Osiągnięcia artystyczne                             | Wygrana   |
| 2008 | Teen Choice Awards                      | Najlepsza artystka                                  | Nominacja |
| 2008 | Teen Choice Awards                      | Piosenka o miłości                                  | Nominacja |
| 2008 | MTV Video Music Awards                  | Najlepszy brytyjski teledysk                        | Nominacja |
| 2008 | Nickelodeon Kids’ Choice Awards         | Najlepsza piosenka (Bleeding Love)                  | Wygrana   |
| 2008 | UK Music Video Awards                   | Najlepszy artysta                                   | Wygrana   |
| 2008 | MOBO Awards                             | Najlepszy teledysk (Bleeding Love)                  | Wygrana   |
| 2008 | MOBO Awards                             | Najlepszy album (Spirit)                            | Wygrana   |
| 2008 | MOBO Awards                             | Najlepsza brytyjska artystka                        | Nominacja |
| 2008 | MTV Europe Music Awards                 | Najlepszy brytyjski artysta                         | Wygrana   |
| 2008 | MTV Europe Music Awards                 | Album roku (Spirit)                                 | Nominacja |
| 2008 | MTV Europe Music Awards                 | Artysta roku                                        | Nominacja |
| 2008 | MTV Europe Music Awards                 | Artysta europejski                                  | Nominacja |
| 2008 | World Music Awards                      | Najlepsza artystka popowa                           | Wygrana   |
| 2008 | World Music Awards                      | Najlepszy debiut                                    | Wygrana   |
| 2008 | World Music Awards                      | Najlepsza artystka R&B                              | Nominacja |
| 2008 | Urban Music Awards                      | Album 2008 roku (Spirit)                            | Wygrana   |
| 2008 | Urban Music Awards                      | Artysta R&B                                         | Wygrana   |
| 2008 | Bambi Award                             | Debiut                                              | Wygrana   |
| 2008 | New Music Weekly Awards                 | Top 40 – Debiutant roku                             | Wygrana   |
| 2008 | Billboard 2008 Year End Award           | Najlepszy debiutant                                 | Wygrana   |
| 2008 | VH1 Video of The Year                   | Najlepszy teledysk (Bleeding Love)                  | Wygrana   |
| 2008 | Virgin Media Music Awards               | Najlepsza brytyjska artystka                        | Wygrana   |
| 2009 | Nagroda Grammy                          | Utwór roku (Bleeding Love)                          | Nominacja |
| 2009 | Nagroda Grammy                          | Najlepsza piosenka żeńska pop (Bleeding Love)       | Nominacja |
| 2009 | Nagroda Grammy                          | Najlepszy album pop (Spirit)                        | Nominacja |
| 2009 | NAACP Image Awards                      | Nowy artysta                                        | Nominacja |
| 2009 | 2009 Brit Awards                        | Brytyjski singel (Better in Time)                   | Nominacja |
| 2009 | Swiss Music Awards                      | Najlepszy światowy debiut                           | Wygrana   |
| 2009 | Japan Gold Disc Award                   | Debiutant roku                                      | Wygrana   |
| 2010 | MOBO Awards                             | Najlepszy brytyjski występ                          | Nominacja |
| 2012 | Brit Awards                             | Brytyjski singel (Collide)                          | Nominacja |
| 2012 | VEVOCerified Awards                     | 100 milionów wyświetleń (Bleeding Love)             | Wygrana   |